# 개운중학교 (서울)
개운중학교(開運中學校)는 대한민국 서울특별시 성북구 돈암동에 있는 공립 중학교이다.

## 학교 연혁
- 2003년 12월 19일 : 착공
- 2005년 12월 13일 : 학교설치조례 의결
- 2006년 3월 1일 : 손영진 초대 교장 취임
- 2006년 3월 2일 : 제1회 입학식
- 2006년 5월 26일 : 개교식
- 2009년 2월 12일 : 제1회 졸업식(359명 졸업)
- 2011년 3월 1일 : 국토교육 정책 연구학교 1차년도 운영
- 2012년 3월 1일 : 국토교육 정책 연구학교 2차년도 운영
- 2014년 3월 1일 : 서울형 자유학기제 연구학교 운영
- 2020년 3월 1일 : 제5대 김원겸 교장 취임
- 2023년 2월 15일 : 제15회 졸업식(졸업생 253명) (총 3,986명)
- 2023년 3월 2일 : 제18회 입학식(입학생 231명)
- 2023년 9월 1일 : 제6대 이화영 교장 취임

## 참고 자료
- 개운중학교 - 한국교육학술정보원 학교알리미